# Heath (musicien)
Pour les articles homonymes, voir Heath.
Hiroshi Morie (森江 博, Morie Hiroshi, né le 22 janvier 1968 à Amagasaki, au Japon et mort le 29 octobre 2023), plus connu sous son nom de scène "Heath", est un musicien, compositeur et membre du célèbre groupe X Japan. 

## Biographie
Entre 1987 et 1992, il fait partie de plusieurs groupes (Paranoia de 1987 à 1988, Chaos Mode, Beet Sweet, Sweet Death, Media Youth en 1990, Majestic Isabelle jusqu'en juin 1992). Il rejoint le groupe X Japan en 1992, où il remplace Taiji à la basse. Le premier album auquel il participe est Art Of Life en 1993.
Après la séparation du groupe en 1997, il reprend sa carrière solo, entamée en 1994, et réalise deux albums solo (Heath et Gang Age Cubist). Une de ses compositions (Meikyuu no lovers, Le labyrinthe des amoureux en français) est rachetée pour faire le générique de l'anime Détective Conan (épisodes 27 à 51). Il fonde Dope Headz en 2000, avec Pata et I.N.A (programmateur et claviériste des Spread Beaver sur l'album Ja, Zoo de hide). Le groupe cesse de jouer après deux albums. Heath poursuit sa carrière solo et participe à partir de 2007 à la réunion de X Japan. Il se consacre aussi au groupe Lynx avec Issay au chant, et dirige M Record, le label fondé avec son frère Tetsuya.

## Discographie
Albums solo
- Heath (22 février 1995)
- Gang Age Cubist (10 juin 1998)
- Desert Rain (16 juillet 2006)

Singles
- meikyuu no lovers (7 octobre 1996)
- Traitor (19 février 1997)
- Crack Yourself (22 avril 1998)
- Come to Daddy (2005)
- New Skin (2005)
- The Live (2005)
- Solid (25 août 2006)

Paranoia
- Come From Behind (1987)

Dope HEADz
- Primitive Impulse (6 juin 2001)
- Planet of the Dope (24 juillet 2002)

RATS
- Traitor (2004)

X Japan
- Art of life (1993)
- Dahlia (1996)